# Документальна фотографія

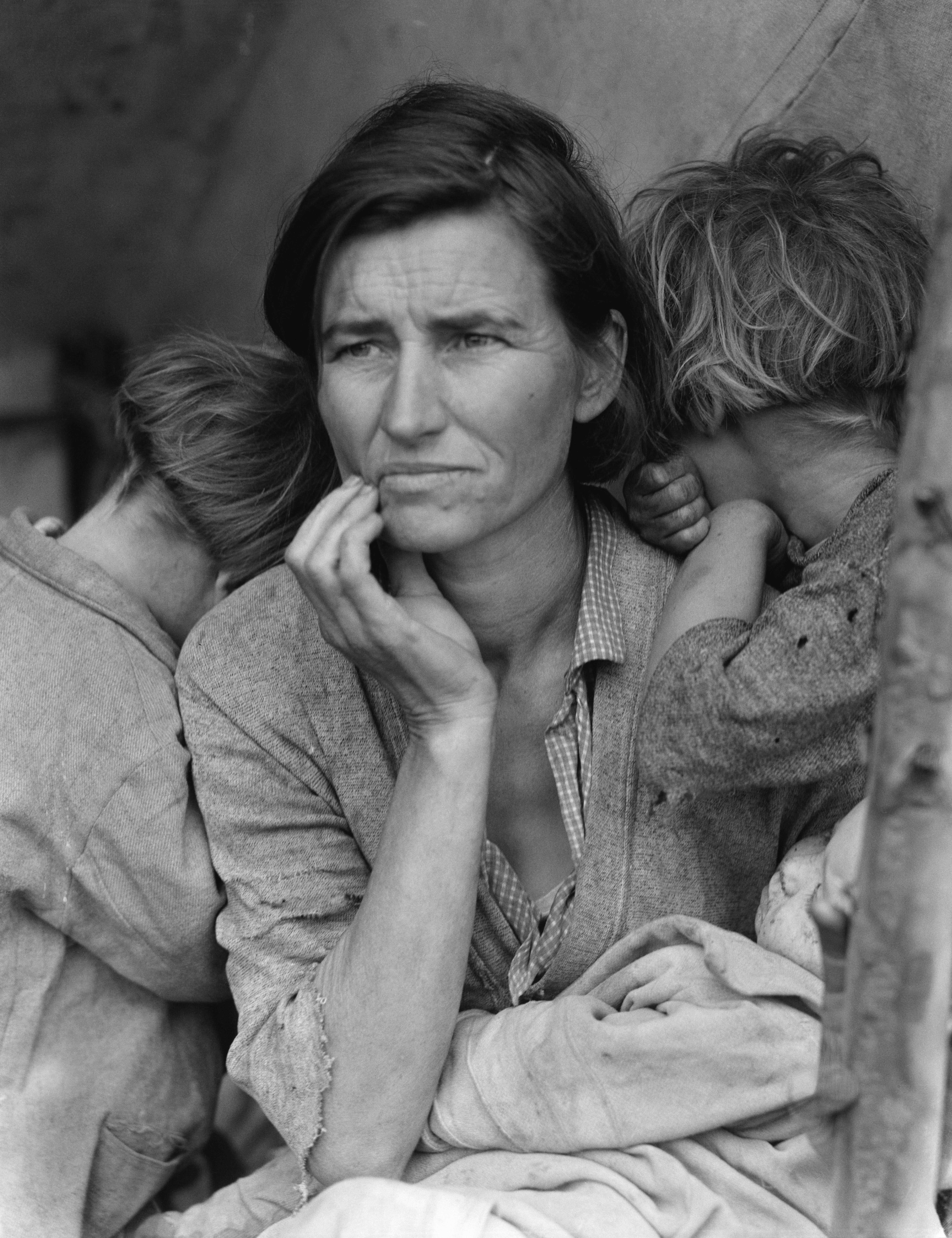
Багатодітна мати, 32 роки, Доротея Ланж, Велика депресія (1936)

Документа́льна фотогра́фія — жанр фотографії, спрямований на відображення реальних подій.
В багатьох випадках документальна фотографія не є об'єктивною, а віддзеркалює суб'єктивне ставлення автора до документованих подій, часто з акцентом на ідеологічні чи соціально-критичні складові явищ.
Ключовими елементами документальної фотографії є:
- Опис соціальних негараздів;
- Естетика з збереженням природності та реальності;
- Не події, а соціальні умови — на прикладі декількох фотографій або розгорнутої серії;
- Фотографія як послання, що виходить за рамки просто інформації;
- Відображення політичної обстановки, претензія на політичний вплив;
- Публічний характер фотографування.

Документальна фотографія як самостійний напрям виникла в США в 1930-х роках під час Великої депресії.